# SKK Kotwica Kołobrzeg
El Kotwica Kołobrzeg es un equipo de baloncesto polaco que compite en la Polska Liga Koszykówki, la primera división del país. Tiene su sede en la ciudad de Kołobrzeg. Disputa sus partidos en el Millenium, con capacidad para 1.306 espectadores.
También cuenta con un equipo de fútbol, el Kotwica Kołobrzeg, el cual milita en la II Liga polaca, la tercera división del país.

## Nombres
- MTK Kotwica (-2001)
- MTK Daikan Kotwica (2001-2005)
- SKK (2005-)

## Palmarés
- Liga de Polonia
  - Campeón (0):
  - Subcampeón (0):

- Copa de Polonia
  - Campeón (1): 2009
  - Subcampeón (0):

- Supercopa de Polonia
  - Campeón (0):